# Anna Noficzer
Anna Noficzer (Székesfehérvár, 1933 – Székesfehérvár, 30 settembre 1990) è stata una cestista ungherese.

## Carriera
Con l'Ungheria ha disputato i Campionati del mondo del 1959 e due edizioni dei Campionati europei (1958, 1960).